# Río Torobamba
Der Río Torobamba ist ein 75 km langer linker Nebenfluss des Río Pampas im Andenhochland von Südzentral-Peru in den Provinzen Huanta und La Mar der Region Ayacucho. Im Oberlauf heißt der Fluss abschnittsweise Quebrada Uchuracay und Quebrada Churunmayo.

## Flusslauf
Der Río Torobamba hat seinen Ursprung in einem etwa 4450 m hoch gelegenen Bergsee an der Nordflanke des über 4800 m hohen Cerro Razuhuilca im Südwesten des Distrikts Uchuraccay in der Provinz Huanta. Der Río Torobamba fließt anfangs nach Nordosten. Bei Flusskilometer 71 liegt der abflussregulierte See Laguna Jatunticclla. Ab Flusskilometer 69 wendet sich der Río Torobamba allmählich nach Osten und verläuft von nun an in einer engen Schlucht. Bei Flusskilometer 66 befindet sich das aufgegebene Dorf Uchuraccay am Flussufer. Der neugegründete Ort Uchuraccay liegt auf einer Anhöhe nördlich des Flusses. Bei Flusskilometer 64 biegt der Río Torobamba nach Südosten ab, erreicht bei Flusskilometer 56 die Provinz La Mar und passiert bei Flusskilometer 53 die Ortschaft Challhuamayo. Dort überquert die Nationalstraße 28B (Ayacucho–San Francisco) den Fluss. Der Río Torobamba fließt wenig später nach Süden. Bei Flusskilometer 44 durchschneidet er einen Höhenkamm. 2 km südöstlich von Tambo wendet er sich in Richtung Südsüdost. Bei Flusskilometer 34 befindet sich die Provinzhauptstadt San Miguel am rechten Flussufer. Ab Flusskilometer 17 durchfließt der Río Torobamba eine enge Schlucht, anfangs nach Osten. Auf den letzten 6 Kilometern wendet er sich nach Südosten und mündet schließlich auf einer Höhe von etwa 1580 m in den Río Pampas. Dieser bildet an der Einmündung des Río Torobamba ein "Knie". Der Río Pampas kommt aus Richtung Südsüdwest und biegt unterhalb der Einmündung des Río Torobamba nach Osten ab und fließt wenige Kilometer später nach Südosten. Der Flusslauf des Río Torobamba verläuft parallel zu den Höhenkämmen der peruanischen Zentralkordillere. Der Unterlauf des Río Pampas bildet die südöstliche Fortsetzung. Der Mittellauf des Río Mantaro bildet auf einer gedachten Linie die nordwestliche Fortsetzung.

## Einzugsgebiet
Der Río Torobamba entwässert ein Areal von 1040 km². Dieses erstreckt sich über Teile der Provinzen Huanta und La Mar. Das Einzugsgebiet des Río Torobamba grenzt im Südosten und im Süden an das des Río Pampas, im Südwesten an das des Río Huatata, eines Zuflusses des Río Cachi, im Westen an das des Unterlaufs des Río Cachi, im Nordwesten an das des Río Mantaro im Norden an das des Río Piene sowie im Osten an die Einzugsgebiete der Flüsse Río Santa Rosa und Río Chunchubamba. Die drei zuletzt genannten Flüsse sind linke Nebenflüsse des unteren Río Apurímac.

## Hydrologie
Mit Hilfe verschiedener regionaler Messwerte wurde ein mittlerer Abfluss des Rio Torobamba von etwa 5,5 m³/s berechnet. Im folgenden Schaubild sind die berechneten mittleren monatlichen Abflüsse dargestellt.